# フランス・ゴンサレス
- フランツ・ゴンサレス

フランス・シモン・ゴンサレス・メヒア（Franz Simón Gonzales Mejía, 2000年6月26日 - ）は、ボリビア・コチャバンバ県コチャバンバ出身のプロサッカー選手。CAプラテンセ所属。ポジションはMF。
「Franz」の「z」は、基本的にスペイン語では ス と発音されるが、フランス・ゴンサレス、あるいはフランツ・ゴンサレスと表記される。

## 来歴
ユース時代はクルブ・アウロラで過ごし、2018年にスポルト・ボーイズ・ワルネスと契約。同年シーズン4月9日のCDサン・ホセ戦でプロデビュー。同年5月14日のクルブ・レアル・ポトシ戦で、プロ初ゴールを記録。同年シーズンはリーグ戦34試合に出場。翌2019年シーズンも29試合に出場し、十代ながらチームの中心選手に成長した。

## 代表経歴
2017年にU-17のボリビア代表として南米U-17選手権に出場。2019年にはU-20代表として南米ユース選手権に出場。2020年には2020年東京オリンピック出場権を懸けたCONMEBOLプレオリンピック大会にU-23代表として出場。一次リーグ敗退に終わったが、グループリーグ最終戦のペルー戦で先発出場し、2-1の勝利に貢献した。
2020年10月9日、2022 FIFAワールドカップ・南米予選のブラジル代表戦でA代表初出場。